# 20 frimaire
20 brumaire 20 nivôse
Le décadi 20 frimaire, officiellement dénommé jour du hoyau, est le 80e jour de l'année du calendrier républicain.
C'était généralement le 10e jour du mois de décembre dans le calendrier grégorien.